# 숲올드필드쥐
숲올드필드쥐(Thomasomys silvestris)는 비단털쥐과에 속하는 설치류이다. 에콰도르에서만 발견된다.

## 생태
야행성 동물이다.

## 분포 및 서식지
에콰도르 북중부(피친차주) 안데스산맥에서 서식한다. 파라모 지역과 이끼림 또는 숲으로 둘러싸인 개간지에서 발견된다. 대부분 땅 위에서 포획된다.